# Stazione di Artegna
La stazione di Artegna è una fermata ferroviaria in superficie della linea Pontebbana nel comune di Artegna (UD).

## Storia
La stazione venne inaugurata il 15 novembre 1875 quando venne aperto il tratto ferroviario che collegava la stazione di Udine con la stazione di Gemona del Friuli.
Fino al 1935 era denominata Magnano-Artegna.
Durante il disastroso terremoto del 1976 la stazione fu distrutta completamente e poi in seguito ricostruita.
Nel 1987 giunse il raddoppio proveniente da Tarcento, mentre il successivo tratto, fino a Gemona, venne inaugurato nel 1992.

## Strutture e impianti
La stazione è dotata, al suo interno, del servizio di biglietteria automatica.

## Movimento
La stazione è servita da treni regionali svolti da Trenitalia nell'ambito del contratto di servizio stipulato con le Regioni interessate, nonché dagli autobus del servizio integrato Udine-Tarvisio.

## Servizi
La stazione dispone dei seguenti servizi:
- Biglietteria automatica

## Interscambi
- Fermata autobus